# Габриел Флешар
Габрѝел Амадѐуш Флѐшар (на полски: Gabriel Amadeusz Fleszar) е полски музикант и певец, роден на 27 септември 1979 г. в град Злотория.
Освен с музика Габриел Флешар също се изявява и като актьор. Той играе важна роля в полския филм Сезонът на платиката.

## Биография
В началното училище той се научава да свири на пиано и китара и в гимназията пее в хора на Националното музикално училище в Легница. През 1998 г. Габриел и неговите приятели основават собствена театрална група 300 Chwil Do Deja Vu. Габриел Флешар печели националните вокалните прослушвания организирани от Universal Music Group. През 2011 г. участва в The Voice на Полша.

## Албуми

### Студийни албуми
| Заглавие         | Издаден          | Издател                |
| ---------------- | ---------------- | ---------------------- |
| „Niespokojny“    | 15 ноември 1999  | Universal Music Polska |
| „Niespokojny II“ | 28 февруари 2001 | Universal Music Polska |
| „Pełnia“         | 12 май 2003      | Universal Music Polska |

### Видеоклипове
| Заглавие                | Издаден |
| ----------------------- | ------- |
| „Kroplą deszczu“        | 1999    |
| „Zatrzymaj mnie proszę“ | 2000    |
| „Nasza droga donikąd“   | 2001    |
| „Ciebie nie ma tu“      | 2001    |
| „Gdy oszalał świat“     | 2006    |
| „Właśnie tak“           | 2010    |